# Proindosialis cantalensis
Proindosialis cantalensis (лат.) — ископаемый вид большекрылых насекомых рода Proindosialis из семейства вислокрылки (Sialidae). Обнаружены в миоценовых отложениях Европы (Sainte-Reine, Foufouilloux outcrop, Cantal, Франция). Размер переднего крыла 12,0×4,2 мм. Вид был впервые описан в 1988 году французским палеоэнтомологом Андре Нелем (André Nel; Национальный музей естественной истории, Париж). Название Pr. cantalensis дано по имени места обнаружения (Cantal). Вместе с другими ископаемыми видами вислокрылок, такими как Protosialis casca, Eosialis dorisi, Dobbertinia reticulata, Indosialis beskonakensis, Sialis strausi, Sialis groehni, Sialis muratensis, Protosialis baltica, Protosialis herrlingi, Protosialis voigti являются одними из древнейших представителей Sialidae, что было показано в ходе ревизии палеофауны в 2007 году американскими палеоэнтомологами Майклом Энджелом (Engel M.) и Дэвидом Гримальди (Grimaldi D. A.).